# Tugendhat-villa
A brnói,  Černá Polén álló Tugendhat-villa a mai Csehország első modern építészeti műemlékének számít, világviszonylatban pedig a negyedik ilyen műemléknek tekinthető. Ez a modern épület – hatalmas üvegfelületeivel – eredetileg egy brnói textilgyáros, Fritz Tugendhat számára épült. A villa a két világháború közti időszak funkcionalista építőművészetének gyöngyszeme, 1928-ban tervezte a híres német építész, Ludwig Mies van der Rohe az egyik városszéli domboldalra. A tervező a kor modern építéstechnológiája által felkínált legkorszerűbb építőanyagokat és szerkezeti megoldásokat alkalmazta, mesteri szakértelemmel és kifinomultsággal. A horizontális tömegű villaépület födémeit acélváz hordja, a nappali a kilátás felé padlótól plafonig érő hatalmas üvegfalakkal egyesül a kerttel - igazi technikai bravúr, hogy e hatalmas üvegtáblák közül minden második egy gombnyomásra eltűnik a padló alatt (!).
Az épület bútorzatát is Mies van der Rohe tervezte, s már akkor klímaberendezést alkalmazott a fűtéshez, amely egyúttal az épület nyári hűtését is biztosította. 1929-ben gyors tempóban kezdték meg a villa építését, október végén készen állt az acélváz, 1930 nyarán megvalósultak a belső munkálatok és már az esztendő végén beköltözhetett a család.
A Tugendhat-villa azon a földterületen áll, melyet Greta Tugendhat édesapjától nászajándékként kapott. A Tugendhat házaspár 1938-ig használta az épületet, ekkor a család a nácik elől Svájcba, később Venezuelába emigrált. A második világháború végén az épület sérüléseket szenvedett. 1945 után rövid ideig egy sportiskola, majd a gyermekkórház rehabilitációs központja költözött be. 1969-ben a város tulajdonába került. 1982-85 között részben renoválták, hogy elősegíthessék műemlékvédelmi objektummá válását. A villa ezután a város reprezentációs céljait szolgálta. 1992–ben itt folytattak megbeszéléseket a csehszlovák állam kettészakadásáról.
A ma is megtekinthető Tugendhat-villát Brno város tanácsa a modern építészet fejlődésének nemzetközileg is irányt szabó, az építész-szakemberek számára útmutató objektumnak tekinti, s megismeréséhez a megfelelő nyilvánosságot megteremtette. Az épület 2012-ben elkészült rekonstrukciója után napjainkban megtekinthetővé vált (a hatalmas érdeklődés miatt érdemes hónapokkal a látogatás előtt időpontot foglalni).